# H.P. Scharla Nielsen
Hans Peter Scharla Nielsen (5. januar 1926 – 5. august 2006) var en dansker, der som pensionist lagde sag an mod staten for overtrædelse af satsreguleringsloven.

## Scharla-sagen
Scharla lagde i december 1998 sag an mod staten, idet han mente, at Finansministeriet overtrådte satsreguleringsloven i forbindelse med den den årlige regulering af skattegrænser og offentlige ydelser.
Scharlas påstand var, at borgerne havde betalt for meget i skat siden 1994, samt at modtagerne af overførselsindkomster havde fået udbetalt for lidt. Scharla havde beregnet sig frem til, at borgerne var blevet snydt for 50 mia. kroner. Et centralt spørgsmål i sagen er om hvorvidt, satsreguleringsloven er en skattelov eller ej, idet Grundlovens § 43 angiver, at en skat ikke kan pålægges, forandres eller ophæves uden ved lov; dvs. uden Folketingets godkendelse.
4. juni 2004 blev Socialministeriet og Skatteministeriet frikendt af Østre Landsret. Scharla søgte fri proces for at føre sagen for Højesteret, hvilket blev bevilget af Civilretsstyrelsen efter otte måneders betænkningstid. Scharla døde i august 2006, men hans arvinger kørte sagen videre efter Scharlas ønske.
15. december 2006 blev staten frifundet i Højesteret.